# Qasem Soleimani
Qasem Soleimani, född 11 mars 1957 i Qanat-e Malek i Kerman-provinsen i Iran, död 3 januari 2020 i Bagdad i Irak, var en iransk general i det iranska islamiska revolutionsgardet, och från 1998 befälhavare för dess elitstyrka Quds, som är specialiserad på särskilda, hemliga operationer.
Soleimani har tidigare gett råd till kurdiska och shiamuslimska styrkor i striden mot ISIS. År 2014 hjälpte Soleimani den irakiska staden Amirli att motstå en ISIS-attack. Rodger Shanahan, en forskare på Lowy Institute, har sagt att med tanke på Soleimanis "betydelsefulla" roll i kampen mot ISIS i Irak, har hans död gett upphov till konsekvenser i regionen.

## Dödad i drönarattack
Soleimani och den irakiska milisledaren Abu Mahdi al-Muhandis dödades i en amerikansk raketattack vid Bagdads internationella flygplats. Den amerikanske presidenten Donald Trump gjorde ett uttalande där han sade att han beordrade anfallet. Iran kallade i ett brev till FN attacken för statsterrorism och en otillåten kriminell handling. Ayatolla Khamenei lovade i ett uttalande en svår hämnd mot dem som låg bakom attacken.
Den 7 januari 2020 attackerades flygbasen Ayn al-Asad (där bland annat USA verkar) med iranska ballistiska missiler som hämnd för dödandet av Quds-ledaren Qasem Soleimani. Ayatolla Khamenei beskrev attacken som endast en örfil. Iran har även utfärdat en arresteringsorder och bett Interpol om att hjälpa till med att arrestera Trump.
Agnes Callamard, en expert från FN, sa den 9 juli 2020 att dödandet av Qasem Soleimani var otillåtet, och att USA inte försett med några bevis om att attacken var ett svar på ett överhängande hot.

## Begravningsceremoni
Den 6 januari 2020 fyllde miljontals iranier Teherans gator för att hedra den dödade generalen. Över 50 personer rapporterades döda och över 200 skadades vid tumultet som uppstod i hans hemstad Kerman vid begravningen dagen därpå.
Ismail Haniya, ledaren för den palestinska militanta gruppen Hamas, närvarade i Teheran under Qasem Soleimanis begravningsceremoni, och beskrev den dödade generalen som "Jerusalems martyr".